# Câmara de Lobos (gemeente)
Câmara de Lobos is een plaats en gemeente in het Portugese autonome gebied Madeira.
De gemeente heeft een totale oppervlakte van 52 km² en telde 34.614 inwoners in 2001.

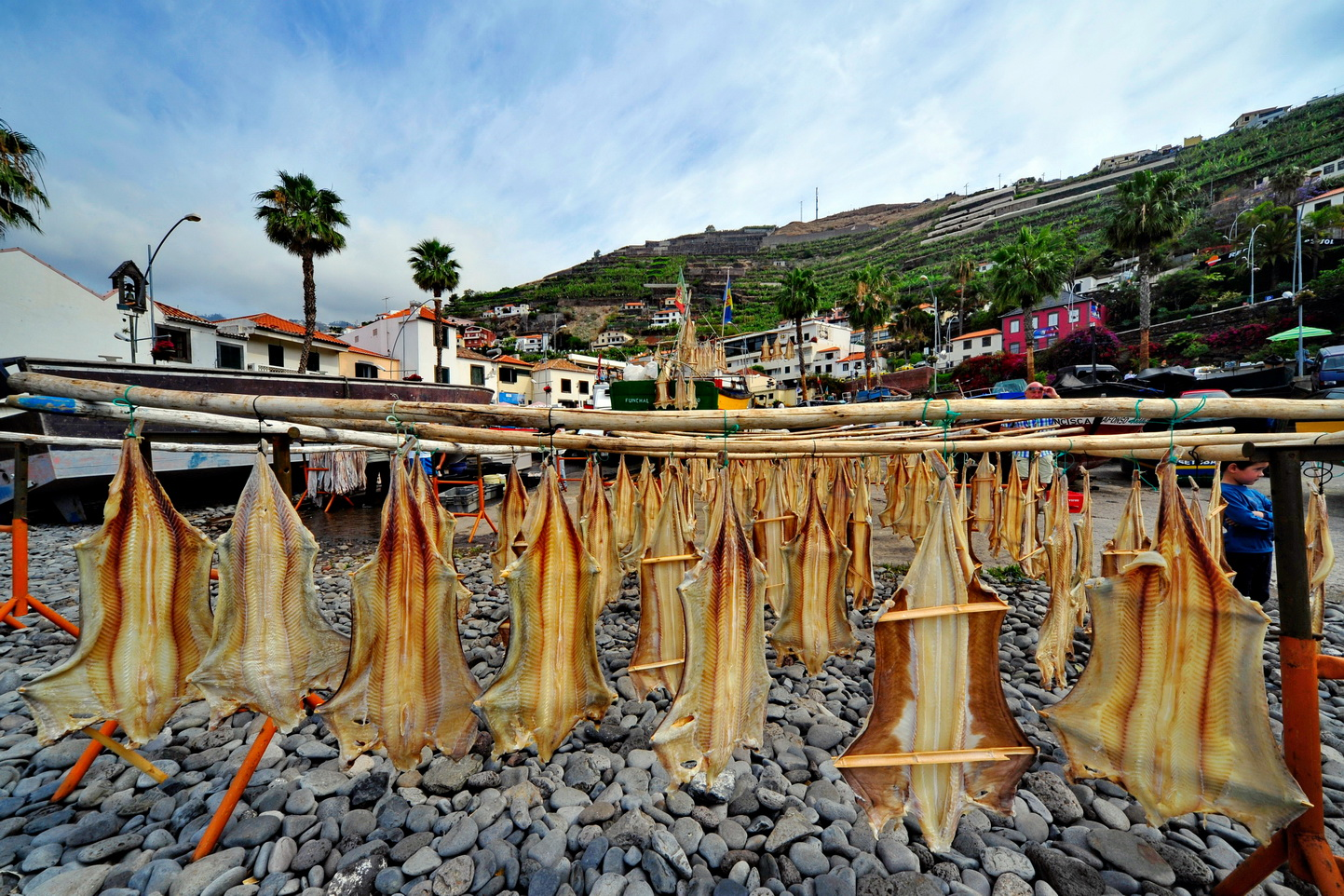
Haven met droge vis

## Kernen
De volgende kernen maken deel uit van de gemeente Câmara de Lobos:
- Câmara de Lobos (freguesia)
- Curral das Freiras
- Estreito de Câmara de Lobos
- Jardim da Serra
- Quinta Grande

## Zustersteden
- Sinds 1997 met Garachico, Eiland Tenerife, Spanje
- Sinds 2008 met Forio, Eiland Ischia, Italië

## Geboren
- Rúben Micael (1986), voetballer